# Óttar M. Norðfjörð
Óttar M. Norðfjörð (n. 1980) es un escritor islandés de novela negra y poesía. Estudió filosofía en las universidades de  Islandia y  Aberdeen. Su obra se ha publicado en holandés, alemán y español.

## Obras
- Barnagælur, 2005
- Hnífur Abrahams, 2007
- Sólkross, 2008 (español: La Cruz Solar. Duomo Ediciones, 2011[2]
- Áttablaðarósin, 2010
- Lygarinn, 2011